# Bloedput

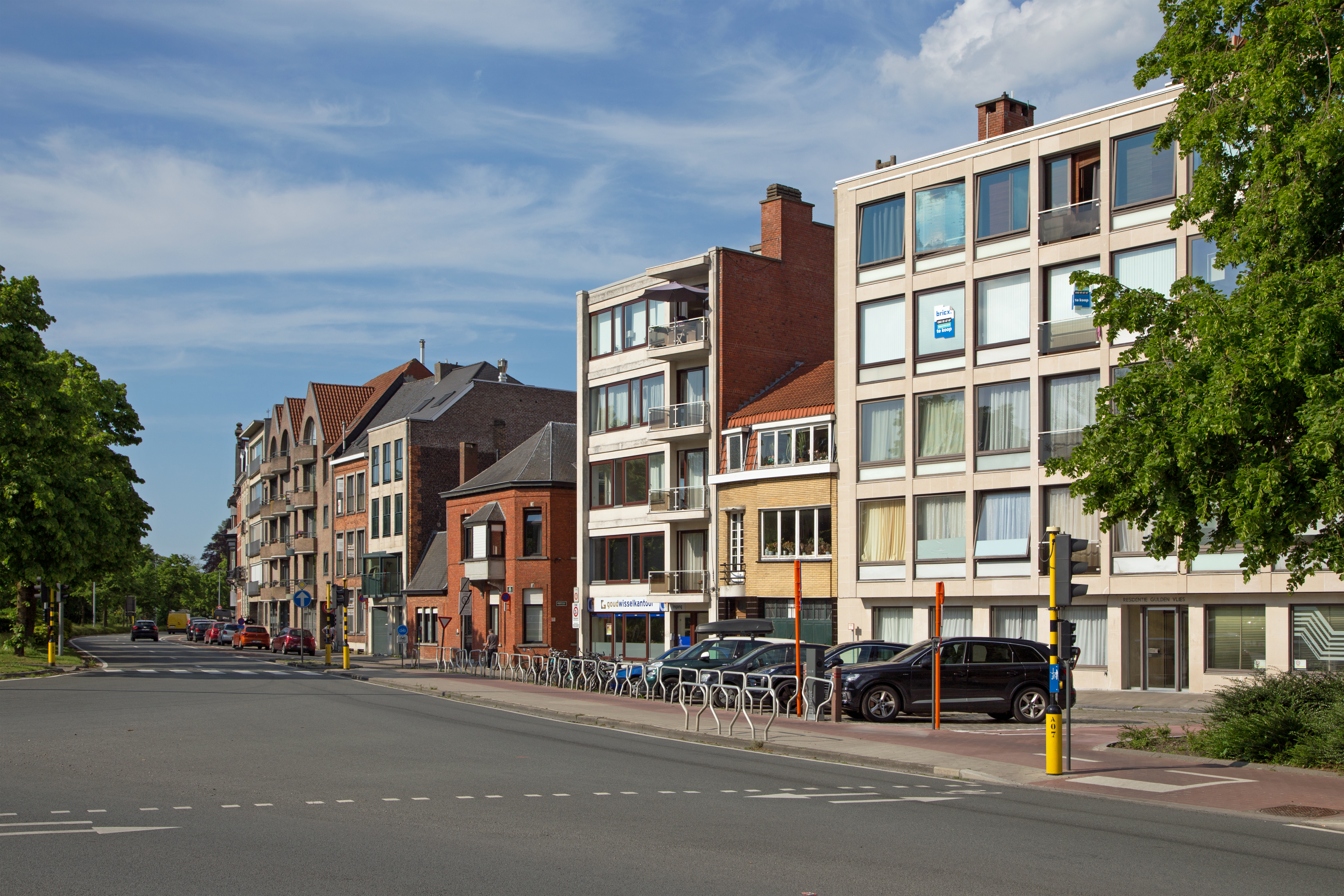
De Gulden Vlieslaan ter hoogte van de Bloedput; links (buiten beeld) de Bevrijdingslaan.

De Bloedput is een kruispunt van wegen in Brugge. De naam herinnert aan de nabij gelegen plek waar in vroegere eeuwen dierenbloed werd gestort.

## Beschrijving
Gedurende eeuwen was er een plek, aan de rand van de binnenstad, rechtover de Beenhouwersstraat, waar een put lag die als collecteplaats diende voor het bloed dat moest worden verwijderd. Dat ging om het bloed van geslachte dieren, dat men niet zomaar in de open riolen of in de grachten en reien mocht gieten. Voor wat betreft het menselijk bloed dat de chirurgijns overhielden aan het aderlaten, die universele remedie van de primitieve geneeskunde, was er op Sint-Andries nog een tweede Bloedput, die echter geen sporen heeft nagelaten.
De Bloedput voor het dierenbloed verdween rond 1850, maar de naam bleef in gebruik. Regelmatig werd de omgeving grondig gewijzigd, voor spoorverbindingen of voor wegverbredingen, maar de Bruggelingen vermeldden steeds als identificatie van de plek An den Bloedpit.
De Commissie voor toponymie dacht dan ook in 1971 dat ze de naam ook een officiële toekomst mocht gunnen, toen ongeveer op die plek een straatnaam moest worden gewijzigd. Er waren twee straten in Groot-Brugge met de naam Sint-Trudo en er werd voor geopteerd die in Assebroek, om historische motieven, te behouden. Voor die in de binnenstad dacht de Commissie dat 'Bloedput' een goede vervanger zou zijn. Immers, zo werd betoogd: Bloedput is een oude plaatsnaam die nog steeds mondgemeen is. Het schepencollege aanvaardde deze naam, maar toch sneuvelde hij, nog voor de gemeenteraad zijn fiat kon geven. De buren waren immers in actie geschoten en vonden die naam al te wreedaardig voor hun rustige straat. Ze kregen voldoening en de naam werd gewijzigd in Pater Damiaanstraat.
Desalniettemin zetten toponymisten door om de straatnaam in de buurt te zien verschijnen. Aan het knooppunt op de stadsring R30, kruispunt van enerzijds de Guido Gezellelaan - Bevrijdingslaan en van anderzijds Gulden-Vlieslaan - Hoefijzerlaan werd de naam Bloedput gegeven. De Adviescommissie stelde op 4 november 1980 voor die naam te geven aan het verkeersplein ('rotonde', waar niemand zijn adres zou hebben) op het gemelde kruispunt. Dit werd eenparig goedgekeurd in de gemeenteraadszitting van 17 februari 1981. De bedoeling was dat dit een rotonde werd maar het is slechts een verkeersknooppunt met verkeerslichten. De plek komt beduidend dicht bij de exacte plaats waar de Bloedput zich bevond. De geschiedkundige herinnering is hiermee gediend, zonder dat iemand dit adres op zijn naamkaartje hoeft te schrijven.
Op sommige grondplannen, zelfs recente, staat ten onrechte beschreven dat Bloedput de naam zou zijn voor een stukje van de Karel De Stoutelaan bij het kruispunt met de Gulden-Vlieslaan. Dit is weliswaar ongeveer de locatie waar de historische bloedput lag, zoals hierboven beschreven, maar komt niet overeen met de plek waar de huidige officiële benaming op doelt.